# VNŠK Drava Varaždin
Varaždinski nogometni športski klub Drava bio je hrvatski sportski klub iz Varaždina.

## Povijest
Klub je osnovan u lipnju 1919. Godine 1925. imao je lakoatletsku, mačevalačku, nogometnu i tenisku sekciju.
Igrači su mu bili uglavnom trgovačka mladež. Prvi su rezultati slabi, no kad je susjedni čakovečki ČŠK bio suspendiran, njegovi su se igrači pridružili Dravi, što rezultira poletom i Drava postaje najbolji klub u gradu. Polet je trajao dok nije istekla suspenzija ČŠK-u.
Drava je kratko postojala. Unatoč tome, u tom je kratkom vremenu dok je postojala uspjela iznjedriti jedno veliko nogometno ime koje je nogomet proigralo baš u njoj – Rudolf Kralj, igrač koji je poslije postao poznat kao profesor nogometa u Buenos Airesu i tehnički tajnik argentinske reprezentacije kad je 1978. godine postala svjetski prvak.

## Poznati igrači i treneri
- Rudolf Kralj